# خط تعلیق

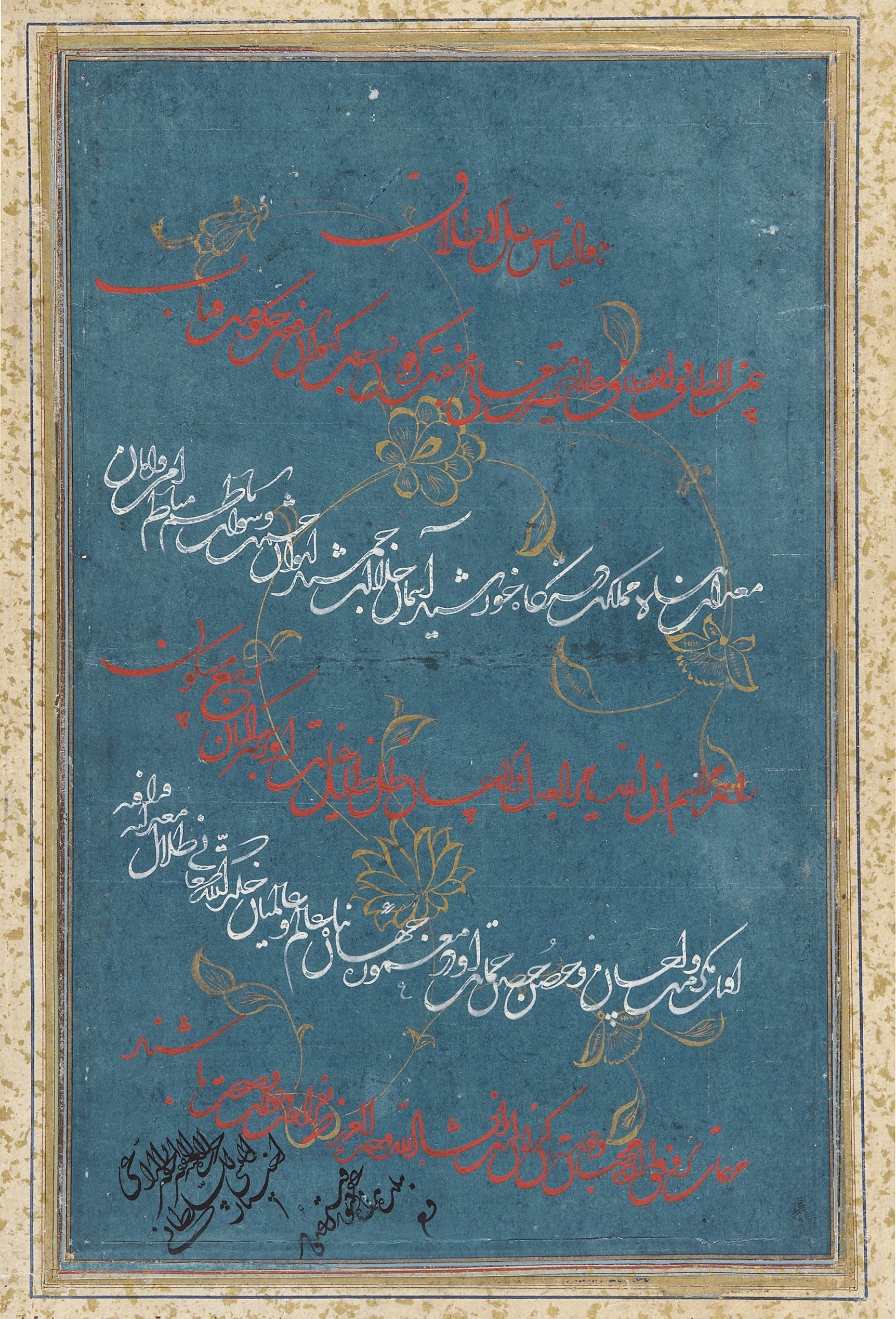
نمونه‌ای از خط تعلیق بخط خواجه اختیار منشی گنابادی (م ۹۷۴ ه. ق)

خط تَعلیق عربی به فارسی آویختن یا تَرَسُّل اولین شیوه از خوشنویسی فارسی است که خاص ایرانیان پدید آمده است. به نظر می‌رسد این شیوه از خوشنویسی در اواسط سدهٔ هفتم هجری قَمری از ترکیب و توسعهٔ دو خط توقیع و رِقاع و تحت تأثیر خطوط ایرانی پیش از اسلام و با توجه به ذوق و روحیه ایرانی به‌وجود آمده باشد.
خط تعلیق را می‌توان نخستین خط کاملاً ایرانی دانست. درواقع این شیوه اولین نوع خوشنویسی بود که برای خط پارسی که از عربی منشعب شده بود، ابداع گشت و در آن علامت‌های زیر و زبر و پیش به‌کار نمی‌رفت. تعلیق خطی تودرتو و متصل به‌هم است و کلمات و حروف در آن یکنواخت نوشته نمی‌شوند، یعنی گاهی بزرگ و گاهی ریزند. خط تعلیق دوایر زیاد، حروف مدور و قابلیت فراوان در ارائهٔ ترکیب‌های متنوع را دارد. به همین سبب بیشتر در بین افرادی رواج داشت که از نظر سواد و میزان آشنایی با خط در سطح بالایی بوده‌اند. از آن جایی که این خط ویژه کاتبان دربارها و دیوان‌های حکومتی بوده امروزه به تدریج کاربرد خود را از دست داده است.
این خط حدود صد سال رواج کامل داشت و پس از آن رفته رفته با پیدایش نستعلیق و سپس شکسته نستعلیق از رواج آن کاسته شد و رونق سابق را از دست داد. عده‌ای ابداع این خط را به خواجه تاج سلمانی اصفهانی نسبت می‌دهند. اما در واقع او این خط را قانونمند ساخت و بعدها به وسیله خواجه عبدالحی منشی استرآبادی برای آن قواعد و اصول بیشتری به‌وجود آمد.
خط تعلیق، زمینه‌ساز پیدایش دو خط دیگر ایرانی یعنی نستعلیق و شکسته نستعلیق بود. رواج و رونق این دو خط از کاربرد تعلیق کاست تا جایی که تقریباً به بوتهٔ فراموشی سپرده شد. می‌توان اذعان داشت که دو سبک بسیار جدی و مهم در خط تعلیق باز می‌گردد به دو قلهٔ رفیع این خط یکی اختیار منشی گنابادی دیگری والهٔ اصفهانی می‌باشد. در دههٔ اخیر، گروهی از استادان به احیای این خط دست زدند و با انتشار کتاب خواجه اختیار منشی گنابادی (نشر پیکره، ۱۳۹۶)، علاقه‌مندان بسیاری به نگارش این خط پرداختند

## کاربرد
خط تعلیق بیشتر به عنوان خط تحریری و برای نوشتن نامه‌ها و فرمان‌های حکومتی به‌کار می‌رفته است. به‌نظر می‌رسد خط تعلیق در اثر نیاز به تندنویسی در امور منشی‌گری شکل گرفته باشد. پیوسته نوشتن کلمات و کمتر جدا کردن قلم از کاغذ در این شیوه به سرعت کاتب می‌افزود. افزون بر آن کلمات و حروف در خط تعلیق در هم پیچیده‌اند و به طور پیوسته نگاشته می‌شوند از این رو تغییر و تصرف در آن کمتر ممکن است. این نکته به‌ویژه برای فرمان‌ها و منشورهای حکومتی و اسناد مختلف حائز اهمیت بود.
در ابتدا مانند خط دیوانی در دربار عثمانیان، خط تعلیق برای نوشتن مکاتبات و مراسلات دولتی و تنظیم احکام حکومتی در دیوان‌ها و دربارهای ایرانی به‌کار می‌رفت و تعلیق‌نویسان اغلب ملزم بودند خطوط دیوانی، معکوس (وارونه‌نویسی)، سیاق و طُغرایی را هم خوب بنویسند. کاربرد مراسلاتی و نیز طرز نگارش تعلیق، آن را به «خط تَرَسُّل» نیز معروف ساخت. بعدها از این خط برای ایجاد آثار هنری خوشنویسی هم استفاده شد.

## وجه تسمیه
تعلیق در لغت به‌معنای «درآویختن چیزی به چیزی» است و اطلاق نام تعلیق به این شیوه از نگارش، ناشی از پیچیدگی در نوشتن حروف و روانی حرکات در آن است که گویا بر روی کاغذ معلقند. خط ترسل هم از این سبب به این شیوه اطلاق شده که کاربرد آن برای امور مراسلاتی بوده است.

## خط تعلیق در نگاه شاعران
مولانا در دفتر ششم مثنوی آورده:
| مدرسه و تعلیق و صورت‌های وی |  | چون به دانش متصل شد گشت طی |

در خمسه نظامی (خردنامه) آمده:
| به تعلیق آن درس پنهان نویس |  | که نقشی عجب بود و نقدی نفیس |

عطار در غزلیاتش گفته:
| درس اسرار است نقش جان تو |  | در نه تعلیق و نه تکرار کن |

قاآنی می‌گوید:
| ای زلف تو پیچیده‌تر از خط ترسل |  | بر دامن زلف تو مرا دست توسل |

ملک الشعرای بهار در غزلیاتش آورده:
| به گلگشت جنان گل می‌فرستم    |  | به رضوان شاخ سنبل می‌فرستم |
| به قابوس و به صابی از رعونت |  | خط و شعر و ترسل می‌فرستم   |

## مشخصات
خط تعلیق دارای دوایر زیاد، حروف مدور و قابلیت بسیاری در ارائهٔ ترکیب‌های متنوع و کمپوزیسیون‌های گوناگون است. از این رو خواندن و نوشتن آن برای عموم سخت است و بیشتر در بین کاتبان و کسانی رواج داشته که از نظر سواد و میزان آشنایی با خط در سطح بالایی باشند. در تعلیق برخلاف خطوط ششگانه از علامت‌هایی چون زیر و زبر و پیش استفاده نمی‌شود. کلمات و اجزای حروف در تعلیق تودرتو و متصل به‌هم است ، واژه‌ها و حروف آن یکنواخت نیستند، و گاهی درشت و گاه ریز و لاغر نوشته می‌شوند.
در تعلیق‌نویسی، علاوه بر آن که اغلب حروفِ جدا از هم را متصل می‌نویسند، گاهی به اقتضا چندین کلمه را به دنبال هم و پیوسته می‌آورند. به این روش، که به سبب تندنویسی ایجاد شده، «شکستهٔ تعلیق» نیز می‌گویند. نظم و ترتیب و تناسبِ اجزای حروف و کلمات، که در خطوط ششگانه یا اقلامِ سِته به دقت دنبال می‌شود، در تعلیق همانند خط دیوانی چندان مورد توجه نیست؛ تا حدی که کلمات و حروف آن اغلب یکنواخت نبوده و به نسبت شاکله ی حروف و کلمات در اجرا ریز و درشت نوشته می‌شود. دوایرِ این خط زیاد و 
تمامی خط مَشحونِ از منحنی های پیاپی می باشد به طوری که تقریباً هیچ اثری از خطوط صاف و مستقیم وجود ندارد.
قَطّ یا برشِ قلمِ تعلیق مانند خط نستعلیق، بین «تحریف» (ارتفاع بیشتر نیش راستِ قلم از نیشِ چپ) و «مُستَوی یا مُستَوا» (قلمی که برش آن تَخت و بین صفر تا ده درجه باشد) است، و هم «مُحَرَّف» (قلمی که زاویة برش آن تُند و در حدود ۳۵ تا ۴۵ درجه باشد) است. حرکات قلم در این خط نرم و تقریباً «دور» (گردش حروف که در دایره‌های معکوس و مستقیم مانند «ح» و «ق» و گِردی سَرِ «ف» و «ق» و «و» و مانند آن به‌وجود می‌آید) است.

## تاریخچه
برخی از محققان معتقدند که نَسخِ شیوه ایرانی یا خط تحریری که تحت تأثیر خط‌های باستانی ایرانی همچون پهلوی و اوستایی نوشته می‌شد در شکل گیری خط تعلیق مؤثر بوده است.
پیدایش شکل‌های ابتدایی خط تعلیق را برخی محققان بین سده‌های چهارم تا ششم هجری تخمین زده‌اند و برخی قدیمی‌ترین نمونه‌های خط تعلیق را مربوط به سدهٔ نهم هجری ذکر کرده‌اند. با این وجود کهنترین نمونه‌های به جا مانده از تعلیق و شکسته تعلیق در ایران، سندی متعلق به سدهٔ هشتم هجری و سند دیگری متعلق به سده نهم سند صادره از بقعه شیخ ابواسحاق کازرونی، مربوط به سال ۸۲۶ ه‍. ق است. شاید قدیمی‌ترین سندی که به خط تعلیق در دست است فرمان ایلخان گیخاتو (حک ۶۹۴–۶۹۰ ه / ۱۲۹۵–۱۲۹۱ م) نوه هولاکو باشد که «نخستین فرمان فارسی ایلخانان» لقب گرفته است. این سند که دربارهٔ حفظ منافع موقوفه یک خانقاه است در شمال غرب ایران صادر شده و تاریخ ۶۹۲ ه‍. ق/۱۲۹۳ م را دارد.
اسناد متعدد به‌جا مانده از سده دهم هجری و تدوین رساله‌هایی دربارهٔ قواعد نگارش تعلیق در آن سده، نشان می‌دهد که خط تعلیق در سده دهم رواج بسیار داشته است. برخی از خوشنویسان ایرانی که در اواخر عمر شاه طهماسب صفوی (درگذشت ۹۸۴ هـ. ق) به عثمانی مهاجرت کردند، خط تعلیق را به‌تدریج در این نواحی و نیز در مصر رواج دادند. عثمانیان بنا به ذوق و سلیقه خود در تعلیق ایرانی تغییراتی به‌وجود آوردند؛ در تعلیق عثمانی نیم دایره‌های آخر حروفِ مدور، بزرگتر است. کاتبان دربار عثمانی شیوه خود را «دیوانی» نامیدند. منسوب به «دیوان» یا بخش اداری دربار. این خط هنوز به دو شیوه «دیوانی خفی» و «دیوانی جلی» در کشورهای عربی متداول است.
خط تعلیق تا سده دهم هـ. ق در ایران رواج کامل داشت؛ اما با پیدایش و کاربرد وسیع خطنستعلیق که دومین شیوه اختصاصی ایرانیان در خوشنویسی بود، همزمان با انتقال پایتخت به اصفهان در دوره صفوی، خط تعلیق رفته رفته به فراموشی سپرده شد. شکل گیری خط شکسته‌نستعلیق که سومین خط ویژه ایرانیان بود نیز کاربرد تعلیق را بیش از پیش کاهش داد. این روند به آرامی تا پایان سده دوازدهم هجری ادامه داشت تا آنکه پیشرفت و رواج چشم‌گیر خط شکسته‌نستعلیق توسط درویش عبدالمجید طالقانی (۱۱۸۵ق) موجب فراموشی کامل خط تعلیق شد. خط تعلیق یکی از پایه‌های مهم “خط نستعلیق و شکسته نستعلیق به‌شمار می‌رود.

## پدیدآورندگان
درباره اینکه چه کسی واضع یا پدیدآورنده خط تعلیق است اختلاف نظرهای زیادی وجود دارد؛ برخی که ریشه خط تعلیق را بسیار کهن می‌دانند و قدمت آن را هم پایه خطوط ششگانه اسلامی می‌دانند واضعِ آن را خواجه ابوالعال معرفی کرده‌اند و معتقدند در حدود ۱۵۰ هجری خواجه ابوالعال خط تعلیق را از خط پیرآموز که نوعی خط قدیمی ایرانی بوده استخراج کرده است. و برخی دیگر، واضعِ آن را حسن بن حسین فارسی خوشنویس سده چهارم هجری، از کاتبان دربار دیلمیان، دانسته و گفته‌اند که وی آن را از خطوط نسخ و ثلث و رقاع استخراج کرده است؛. اما پذیرفته‌ترین نظر آن است که خواجه تاج سلیمانی یا سلمانی (درگذشت ۸۹۷ هـ. ق) مبدع این شیوه از نگارش بوده است، لیکن به دلیل آثار به جا مانده از این خط تعلیق پیش از خواجه تاج، این که او پدیدآورنده این خط است چندان صحیح به نظر نمی‌رسد به نظر می‌رسد وی نخستین خوشنویسی بوده که تلاشهای مؤثری برای شکل‌گیری، قاعده‌مندی و گسترش این خط کرده است. پس از خواجه تاج سلمانی، خواجه عبدالحی منشی استرآبادی (درگذشت ۹۰۷ هـ. ق) که منشی و نویسنده فرمان‌های سلطان ابوسعید تیموری بود و منشیان آق قوینلو (حک: ح ۸۰۰–۹۰۸) دنباله‌رو سنّت وی بودند، با قاعده‌مند کردن بیشتر خط تعلیق، سهم زیادی در شکوفایی این خط داشت.

## استادان
برخی از معروفترین تعلیق‌نویسان در ایران این خوشنویسان بوده‌اند:
- خواجه ابوالعال در سدهٔ دوم
- حسن بن حسین فارسی در سدهٔ چهارم
- احمدبن علی شیرازی در سدهٔ هشتم
- منصوربن محمد بهبهانی در سده‌های هشتم و نهم
- سلطانعلی مشهدی در سدهٔ نهم
- درویش عبداللّه منشی بلخی در سدهٔ نهم
- نجم الدین مسعود ساوی در سدهٔ نهم
- شهاب الدین عبداللّه مروارید کرمانی (بیانی کرمانی) در سدهٔ نهم
- خواجه تاج سلیمانی یا سلمانی در سدهٔ نهم
- محمد اسفزاری در سدهٔ دهم
- ابراهیم استرآبادی در سده‌های نهم و دهم
- خواجه اختیارالدین منشی (اختیار منشی) در سده‌های نهم و دهم
- عبدالحی منشی استرآبادی در سده‌های نهم و دهم
- حسنعلی بیگ در سدهٔ دهم
- خواجه میرک منشی کرمانی در سدهٔ دهم
- اسکندربیگ منشی در سدهٔ یازدهم
- محمدکاظم واله اصفهانی در سدهٔ سیزدهم
- لطفعلی نصیری امینی فرزند محمدکاظم امین السفراء شیروانی تبریزی ، ملقب به صدرالافاضل در سده‌های سیزدهم و چهاردهم.[۳۷]
- همچنین از تعلیق‌نویسان معروف عثمانی این اشخاص پرآوازه‌ترند: محمود طوپخانَوی در سدهٔ یازدهم؛ ابراهیم فائق و اسماعیل عاصم و سیدمحمد مجیدی اخرس و محمد اسعد در سدهٔ دوازدهم؛ و مصطفی جودت در سدهٔ چهاردهم.[۳۸]

## دوران معاصر
تعلیق که در گذشته بیشتر به‌عنوان خط تحریری برای نوشتن نامه‌ها و فرمان‌های حکومتی به‌کار می‌رفت هم‌اکنون کاربرد اولیه خود را از دست داده است. این خط به دلیل دوایر زیاد، حروف مدور و ترکیب‌های متنوع و پیچیده در زمانهٔ بی‌حوصلهٔ ما نمی‌تواند از نظر خوانایی گسترهٔ کاربری همگانی پیدا کند. امروزه معدودی از خوشنویسان ایرانی با شیوه نگارش تعلیق آشنایی دارند که آنها نیز از سر تنوع به آن می‌پردازند. برخی از آثاری که در دوره معاصر به این خط نوشته شده عبارت اند از: آثار حبیب اللّه فضائلی، و بیست رباعی کتیبه‌های آرامگاه خیام که مرتضی عبدالرسولی در ۱۳۳۹ ش به خط شکسته تعلیق نگاشته است.
به استناد کدخبر : ۵۴۱۲تاریخ انتشار : سه‌شنبه ۲۹ مهر ۱۳۹۹ - ۱۴:۰۲

## ثبت ملی
به پیشنهاد حجت امانی هنرمند نقاش و خوشنویس، «خط تعلیق» به عنوان میراث ناملموس برای همه ایرانیان در وزارت میراث‌ فرهنگی، صنایع‌دستی و گردشگری به ثبت ملی رسید.«حجت امانی»، هنرمند نقاش و خوشنویس نمایشگاه های متعددی در جهت احیا و معرفی خط «تعلیق» در چندین کشور مختلف از جمله پاکستان، آلمان، لیتوانی، هند و انگلیس برگزار کرده است.این احیاگر خط «تعلیق» سال گذشته پرونده ثبت این خط را به عنوان میراث ناملموس ایرانی برای همه ایرانیان به وزارت میراث، گردشگری و صنایع دستی تحویل داد  و پس از پیگیرهای فراوان در ۱۲ اسفند ۱۳۹۹ در این وزارتخانه در فهرست آثار ملی قرار گرفت و به ثبت رسید.